# Новая Елшанка (Самарская область)
Но́вая Елша́нка — посёлок в Кинель-Черкасском районе Самарской области. Входит в состав сельского поселения Тимашево.

## История
В 1973 году указом Президиума Верховного Совета РСФСР посёлок отделения № 3 совхоза «Отрадненский» переименован в Новую Елшанку.

## Население
| 2010 |
| ---- |
| 330  |

## Улицы
В посёлке имеются две улицы: Лесная и Мамаева.